# Alfredo Casella
Alfredo Casella   (Torí, 25 de juliol de 1883 - Roma, 5 de març de 1947) fou un pianista, compositor, director d'orquestra i escriptor italià.
Alfredo Casella va destacar com una de les figures més rellevants de la música italiana entre 1918 i 1939. Format al Conservatori de París sota la tutela de Fauré, va tornar a Itàlia amb la determinació de familiaritzar el públic italià amb la música contemporània que triomfava a la capital francesa. La seva trajectòria va abraçar múltiples facetes, des de compositor fins a pianista i director, i la seva obra revela una marcada assimilació de les influències i corrents musicals internacionals de l’època.

## Biografia

### Família i estudis

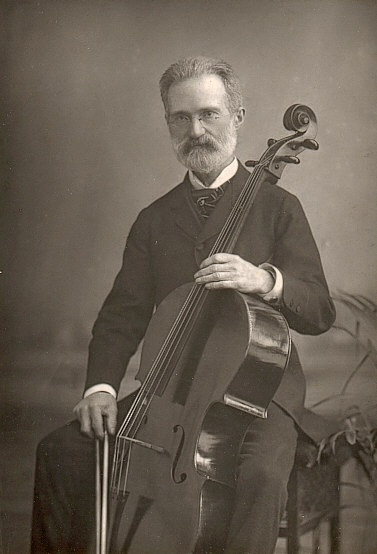
Carlo Alfredo Piatti, violoncel·lista amic del seu pare i padrí d'Alfredo

Alfredo Casella provenia d'una família italiana de músics molt respectats. El seu avi, Pietro Casella, era amic de Niccolò Paganini i violoncel·lista a Lisboa i Torí, i els seus fills també eren violoncel·listes destacats. El pare d'Alfredo, Carlo Casella, va abandonar la carrera virtuosa per centrar-se en les suites per a violoncel de Bach, una passió que va transmetre al seu fill. Carlo va ser amic de Carlo Alfredo Piatti, un gran violoncel·lista italià que va ser padrí d'Alfredo i que va dedicar un concert al seu pare. Sota la influència del seu pare va descobrir ben aviat els grans mestres de la música de cambra. Amb només cinc anys, la seva mare, pianista i una dona culta amb gran força de voluntat, va començar la formació musical d'Alfredo.
La seva formació va estar marcada per la influència de dues personalitats destacades: el físic Galileo Ferraris i el reconegut compositor simfònic italià Giuseppe Martucci. Finalment es va decantar per la música i el 15 d'abril de 1894 va debutar en un concert públic organitzat pel Cercle d'Artistes. Amb una gran capacitat per assimilar coneixements, va submergir-se en la lectura de llibres de ciència i les obres de Shakespeare, alhora que aprenia alemany i francès amb facilitat. El 1895, va presenciar la direcció d'Arturo Toscanini en la primera representació italiana de *Götterdämmerung* de Richard Wagner, i de seguida va memoritzar la partitura.
El setembre de 1896, arran de la pèrdua del seu pare i amb només tretze anys, Alfredo Casella va decidir traslladar-se a París, seguint les recomanacions de Martucci i Antonio Bazzini, per estudiar al Conservatori. Acompanyat de la seva mare es va establir a la capital francesa en les més modestes circumstàncies econòmiques. Hi va viure fins al 1915.
Al Conservatori estudià piano amb Louis Diémer i composició amb Gabriel Fauré. No va quedar content de les classes de piano, però sí de les de composició, on entre els seus companys hi havia Jean Roger-Ducasse, Charles Koechlin i Ravel. Tres anys més tard abandonà aquesta institució després d'haver guanyat el primer premi en composició. En aquell període, París era el cor vibrant del panorama musical mundial, i Casella hi va establir una estreta relació amb figures destacades com Ravel, Enescu, Sarasate, Casals, Debussy i Stravinski.

### Primeres composicions
Va començar a mostrar una profunda admiració per la música orquestral de Richard Strauss i Gustav Mahler, i entre gener i juliol de 1906 va compondre la Primera Simfonia (op. 5), que va ser publicada ràpidament per Mathot. L'agost de 1907, Casella va finalitzar l’orquestració d'Islamey de Mili Balàkirev, una obra que va despertar gran entusiasme a Rússia i va captar l’atenció de Stravinski. Aquell mateix any, durant una visita a Sant Petersburg, Casella va tenir l’oportunitat de conèixer figures prominents com el mateix Balàkirev, Liapunov, Ziloti, Rimski-Kórsakov i Glazunov. El mateix any va contraure matrimoni per primer cop, però la relació no va ser satisfactòria i es va dissoldre amb un divorci el 1919.
A partir d'aquesta data, desplegà una extraordinària activitat com a concertista, compositor, director d'orquestra i crític musical. En diverses ocasions dirigí les orquestres de Colonne i Lamoureux, a París; la de Mengelberg, a Amsterdam; Filharmònica de Berlín; les simfòniques, de Roma i Milà, i l'Orquestra Casals de Barcelona, els seus treballs de crítica aparegueren principalment al Courier Musical, Musical America i L'homme enchainé. Casella va ser l'encarregat de dirigir l'estrena de la Segona Simfonia en do menor (op. 12) el 23 d'abril de 1910 a la Salle Gaveau de París, en un concert completament dedicat a les seves obres, que també va incloure les primeres interpretacions de Italia i la Suite en do major, acabades recentment. Italia va aconseguir una ràpida difusió mundial i s'ha convertit en una de les seves composicions orquestrals més conegudes i interpretades fins avui. En aquest període, Casella va establir contacte amb Gustav Mahler, qui ja reconeixia el talent del jove compositor i el va recomanar a l'editorial Universal Edition de Viena poc abans de morir. Casella va mantenir una col·laboració constant amb aquesta editorial al llarg de la seva carrera, permetent que les seves obres més significatives es publiquessin tant per Universal com per la prestigiosa Casa Ricordi de Milà.

### Retorn a Itàlia
Casella s'havia guanyat una gran reputació en l'escena musical internacional. Només cap al final de la seva vida, Itàlia començaria a valorar Casella amb la mateixa admiració que ja rebia internacionalment. El 1915 es va traslladar a Roma, on, amb el suport del seu mecenes, el comte Enrico San Martino Valperga, va assumir una càtedra de piano a l'Acadèmia de Santa Cecília fins al 1926. Posteriorment, el 1932, se li va assignar la responsabilitat d'una càtedra dedicada al perfeccionament pianístic.
Amb l'entrada d'Itàlia a la Primera Guerra Mundial, va sentir la necessitat de reflectir els sofriments del moment en la seva música. Aquesta emoció es va traduir en les dissonàncies punyents de Pagine di guerra, op. 27, i en una de les seves obres orquestrals més destacades, Elegia eroica, op. 29. Aquesta darrera va ser estrenada a Roma el 21 de gener de 1917 i dedicada "a la memòria dels fills d'Itàlia que van morir per la seva grandesa", però l'obra no va ser ben rebuda i va provocar una reacció adversa. Casella, que pretenia oferir un homenatge musical al seu país, va ser acusat d'antipatriotisme i traïció, un estigma que el va perseguir durant anys. Malgrat aquest context difícil, el 1917 va compondre A notte alta, una peça d'inspiració impressionista.
El 1917 fundà a Roma la Società Italiana di musica moderna  amb la finalitat diversa de promoure la música contemporània i a la vegada la música antiga poc coneguda, tant italiana com d'altres països, comptant amb el suport de d'Annunzio i Gian Francesco Malipiero. Casella va tenir un paper pioner en la recuperació de les composicions religioses per a cor de Vivaldi. El Gloria RV 589, escrit el 1713, va ser interpretat per primera vegada després de dos segles al Festival Vivaldi de Siena el 1939, gràcies als seus esforços.
Durant aquests anys, Casella es va dedicar intensament a organitzar l'escena musical contemporània d'Itàlia, mentre buscava un estil de composició propi. Als anys vint va assolir una maduresa estilística basada en un neoclassicisme equilibrat i virtuós, influït pel "classicisme jove" de Busoni i Heinz Tiessen. Entre les seves composicions més destacades d'aquest període es troben el Concerto per quartetto d'archi (op. 40), el ballet La giara (op. 41), i la Partita per a piano i orquestra (op. 42). També va crear el neobarroc Concert romà per a orgue i corda (op. 43), el vibrant Scarlattiana, un divertimento per a piano i petita orquestra basat en temes de Domenico Scarlatti (op. 44), i la potent Serenata (op. 46), guardonada amb el prestigiós premi Coolidge. Altres obres notables inclouen el Concert per a violí en la menor per al virtuós Joseph Szigeti (op. 48), les òperes La donna serpente (op. 50) i La favola di Orfeo (op. 51), així com el Triple Concert per a trio amb piano i orquestra (op. 56), que ressona amb el mateix número d'opus que el de Beethoven. Completen aquesta llista el Concert per a violoncel (op. 58), la peça nacionalista Il deserto tentato (op. 60) i el monumental Concert per a orquestra (op. 61), que Casella va presentar per primera vegada el 1937 amb l'Orquestra del Concertgebouw d'Amsterdam. El 1930 fou corresponsal musical italià del Christian Science Monitor, de Boston, i de la Frankfurter Zeitung.
La crítica reconeix en l'obra de Casella quatre períodes diferents; el primer comprèn la música escrita entre 1902 i 1919; el segon correspon de 1911 a 1915; el tercer, de 1915 a 1918, i l'últim, que s'inicià després de dos anys d'inactivitat i que no és sinó una modificació tècnica del tercer. Considerat com un virtuós del piano, gaudí d'una sòlida reputació en el món musical.
Les seves principals obres per a orquestra són: dues simfonies en si menor i do menor; una Rapsòdia, titulada Itàlia, sobre melodies sicilianes i napolitanes; la ja mencionada Suite en do major; una Elegia Heroica; Pagine di guerra i Papazzetti. Per a veus i orquestra escriví Notte di maggio. Del gènere de cambra cal mencionar una Barcarola e scherzo, per a flauta i piano; una sonata per a violoncel i piano; Siciliana e Burlesca, per a piano, violí i violoncel i cinc peces per a quartet de corda. Publicà gran nombre d'obres per a piano del gènere de concert, de factura molt moderna dintre de les característiques del sentiment líric italià, i algunes cançons amb acompanyament de piano, d'un gran interès harmònic i melòdic. Se li deuen, a més, els llibres L'evoluzione della musica (Londres, 1919), Igor Stravinsky (Roma, 1926) i junt amb Virgilio Mortari, del volum La tècnica de l'orquestra contemporània (2ª. edició, Milà, 1950).
Casella fou un dels músics què, sense abandonar la tradició musical italiana, treballà més eficaçment pel renaixement simfònic, i per donar a la música moderna una categoria més universal, i també contribuí a formar una generació de nous músics, què aprofitant els avenços tècnics, varen saber conservar les característiques pròpies del geni musical italià.
La seva producció, copiosa i variada, es distingeix per la inspiració melòdica, que desenvolupa amb rara sensibilitat, sense deixar d'utilitzar els procediments i tendències moderns que va saber assimilar i fer ben seves. Amb la seva mort, l'escola musical italiana va perdre un dels seus orientadors moderns i, a la vegada, un continuador de les tradicions musicals del geni italià.
Fou Comendador de l'Orde de la Corona d'Itàlia i de l'Orde de Sant Sever, de Grècia, Cavaller de l'Orde de Sant Maurici i Sant Llàtzer, de la Legió d'Honor de França i de la Corona de Romania, membre de la Reial Acadèmia de Santa Cecília de Roma, Corresponent de l'Acadèmia de França i membre honorari de l'Acadèmia Americana d'Arts i Ciències de Boston.

## Obres

### Orquestrals
- Simfonia núm. 1 en si menor, op. 5 (1905–6)
- Italia, Rapsodia per a Orquestra, op. 11 (1909)
- Simfonia núm. 2 en do menor, op. 12 (1908–9)
- Suite en do major, op. 13 (1909–10)
- Suite del ballet Le Couvent sur l'Eau (Il Convento Veneziano), op. 19 (1912–3)
- Pagine di Guerra, op. 25bis (1918)
- Pupazzetti, op. 27bis (1920)
- Elegia Heroica, op. 29 (1916)
- Concert per a cordes, op. 40bis (1923–4)
- La Giara, Suite Simfònica, op. 41bis (1924)
- Serenata per a petita orquestra, op. 46bis (1930)
- Marxa Rústica, op. 49 (1929)
- La Donna Serpente, Frammenti Simfonici Seria I, op. 50bis (1928–31)
- La Donna Serpente, Frammenti Simfonici Seria II, op. 50ter (1928–31)
- Introducció, Ària i Toccata per a Orquestra, op. 55 (1933)
- Introducció, Coral i Marxa, op. 57 (1931–5) per a Banda, Piano, Contrabaixos i Percussió
- Concert per a Orquestra, op. 61 (1937)
- Simfonia núm. 3, op. 63 (1939–40)
- Divertimento per a Fulvia, op. 64 (1940)
- Paganiniana: Divertimento per a Orquestra, op. 65 (1942)
- Concert per a cordes, piano, timbales i percussió, op. 69 (1943)

### Concertant
- A notte alta, per a piano i orquestra, op. 30bis (1921)
- Partita per a piano i orquestra, op. 42 (1924–5)
- Concerto Romano per a orgue, metall, timbales i cordes, op. 43 (1926) encarregat per al Wanamaker Organ a Filadèlfia
- Scarlattiana, per a piano i petita orquestra, op. 44 (1926)
- Concert per a violí en la menor, op. 48 (1928)
- Notturno e tarantella per a violoncel i orquestra, op. 54 (1934)
- Triple concerto, op. 56 (1933)
- Concert per a violoncel, op. 58 (1934–5)

### Cambra i instrumental
- Barcarola e scherzo per a flauta i piano, op. 4 (1903)
- Sonata per a violoncel núm. 1, op. 8 (1906)
- Sicilienne et burlesque per a flauta i piano, op. 23 (1914)
- Pagine di guerra, op. 25 (1915) Quattro 'films' musicali per a piano a quatre mans
- Pupazzetti, op. 27 Cinque pezzi facili per a piano a quatre mans (1915)
- Cinque pezzi per a quartetto d'archi, op. 34 (1920)
- Concerto per a quartetto d'archi, op. 40 (1923–4)
- Sonata per a violoncel núm. 2 en do major, op. 45 (1926)
- Minuet de 'Scarlattiana' (1926) per a violí i piano
- Serenata per a cinc instruments, op. 46 (1927)
- Cavatina i gavotta de la 'Serenata italiana' (1927) per a violí i piano
- Preludi i dansa siciliana de 'La Giara' (1928), per a violí i piano
- Simfonia per a piano, violoncel, clarinet i trompeta, op. 53 (1932)
- Notturno per a violoncel i piano (1934)
- Tarantella per a violoncel i piano (1934)
- Sonata a tres (trio de piano), op. 62 (1938)
- Sonata per a arpa, op. 68 (1943)

Aquí tens la versió en minúscules:

### Piano
- Pavane, op. 1 (1902)
- Variations sur une Chaconne, op. 3 (1903)
- Toccata, op. 6 (1904)
- Sarabande, op. 10 (1908)
- Notturnino (1909)
- Berceuse triste, op. 14 (1909)
- Barcarola, op. 15 (1910)
- À la manière de..., prima serie, op. 17 (1911)
- À la manière de..., seconda serie, op. 17bis (1914)
- Nove pezzi, op. 24 (1914)
- Sonatina, op. 28 (1916)
- A notte alta, poema musicale, op. 30 (1917)
- Deux contrastes, op. 31 (1916–8)
- Inezie, op. 32 (1918)
- Cocktail dance (1918)
- Foxtrot per pianoforte a quattro mani (1920)
- Undici pezzi infantili, op. 35 (1920)
- Due canzoni popolari italiane, op. 47 (1928)
- Due ricercari sul nome B-A-C-H, op. 52 (1932)
- Sinfonia, arioso e toccata, op. 59 (1936)
- Ricercare sul nome Guido M. Gatti (1942)
- Studio sulle terze maggiori (1942)
- Sei studi, op. 70 (1942–44)
- Trois pièces pour pianola, abans de 1921

### Vocal
- Nuageries (1903) [Jean Richepin]
- Five songs, op. 2 (1902)
- La cloche fêlée, op. 7 (1904) [Baudelaire]
- Trois lyriques, op. 9 (1905) [Albert Samain, Baudelaire, Verlaine]
- Sonnet, op. 16 (1910) [Ronsard]
- Cinque frammenti sinfonici per soprano ed orchestra da Le Convent sur l'Eau (Il Convento Veneziano), op. 19 (1912–4)
- Notte di maggio, per veu i orquestra, op. 20 (1913)
- Due canti, op. 21 (1913)
- Deux chansons anciennes, op. 22 (1912)
- L'adieu à la vie, op. 26 (1915) per veu i piano
- L'adieu à la vie, op. 26bis (1915/26) Quattro liriche funebri per soprano ed orchestra da camera dal 'Gitanjali' di R. Tagore [trans. A. Gide]
- Tre canzoni trecentesche, op. 36 (1923) [Cino da Pistoia]
- La sera fiesolana, op. 37 (1923) per veu i piano [D'Annunzio]
- Quattro favole romanesche, op. 38 (1923) [Trilusso]
- Due liriche, op. 39 (1923) per veu i piano
- Tre vocalizzi per veu i piano (1929)
- Tre canti sacri per baríton i orgue, op. 66 (1943)
- Tre canti sacri per baríton i petita orquestra, op. 66bis (1943)
- Missa solemnis pro pace, op. 71 (1944) per solistes, cor i orquestra

### Escena
- Le Couvent sur l'Eau (Il Convento Veneziano), op. 18 (1912–3) ballet [J.-L. Vaudoyer]
- La Giara, op. 41 (1924) ballet [Pirandello]
- La donna serpente, op. 50 (1928–31) òpera, llibret de C.V. Ludovici basat en C. Gozzi
- La favola d'Orfeo, op. 51 (1932) òpera de cambra, llibret de C. Pavolini basat en A. Poliziano
- Il deserto tentato, op. 60 (1937) misteri en un acte, llibret de Pavolini
- La camera dei disegni (balletto per Fulvia), op. 64 (1940) ballet
- La rosa del sogno, op. 67 (1943) ballet, en part basat en Paganiniana, op. 65

### Escrits
- The Evolution of Music Throughout the History of the Perfect Cadence (Londres, 1924)
- Igor Strawinsky (Roma, 1926; Alfredo Casella, Stravinski, nova edició ed. per Benedetta Saglietti i Giangiorgio Satragni, pròleg de Quirino Principe, Roma, Castelvecchi, 2016)
- ...21 + 26, una autobiografia (Roma, 1931)
- Il Pianoforte (Roma-Milà, 1937)
- La Tecnica dell'Orchestra Contemporanea (Roma i Nova York, 1950)
- I Segreti della Giara, edició original italiana de l'autobiografia de Casella (Florència, 1941)
- Music in My Time, autobiografia, edició en anglès de Spencer Norton (Norman, Oklahoma, 1955)
- A més de nombrosos articles en revistes musicals